# Фонте ди Разе
Фонте ди Разе (фр. Fonters-du-Razès) насеље је и општина у јужној Француској у региону Лангдок-Русијон, у департману Од која припада префектури Каркасон.
По подацима из 2011. године у општини је живело 85 становника, а густина насељености је износила 7,0 становника/km². Општина се простире на површини од 12,15 km². Налази се на средњој надморској висини од 385 метара (максималној 394 m, а минималној 275 m).

## Демографија
| 1962. | 1968. | 1975. | 1982. | 1990. | 1999. | 2011. |
| ----- | ----- | ----- | ----- | ----- | ----- | ----- |
| 84    | 88    | 81    | 74    | 68    | 90    | 85    |

График промене броја становника у току последњих година